# Pasión del corazón
Pasión del corazón (título original: Dilwale, en hindi: दिलवाले, traducido como: De gran corazón) es una película india romántica comedia de acción del año 2015 dirigida por Rohit Shetty, y producida por Gauri Khan y Shetty bajo la producción de Red Chillies Entertainment y Rohit Shetty Productions respectivamente. Las estrellas de la película Kajol, Shah Rukh Khan, Varun Dhawan y Kriti Sanon en papeles principales.

## Sinopsis
Cuenta la historia de dos jóvenes que se enamoran a pesar de que sus familias están enfrentadas históricamente, por mandos criminales. Raj y Meera tienen que lidiar con el conflicto entre sus respectivas familias, así como las consecuencias de la violencia despiadada entre ellos. Ellos demostrarán si su amor es tan fuerte como para vencer esa barrera. Pero por una trampa que le pusieron, falleciendo sus padres y un malentendido Meera le dispara en el pecho a Raj dejándolo grave. Quince años después se vuelven a encontrar debido a que sus hermanos menores se enamoran.

## Reparto
- Kajol como Meera Dev Malik.[7]
- Shah Rukh Khan como Raj/Kaali Bakshir.
- Varun Dhawan como Veer Bakshir.
- Kriti Sanon como Ishita Dev Malik.
- Varun Sharma como Sidhu.
- Boman Irani como Rey.
- Vinod Khanna como Randhir Bakshi.
- Kabir Bedi como Dev Malik.
- Chetna Pande como Jenny.
- Johnny Lever como Mani Bhai.
- Sanjay Mishra como Oscar Bhai.
- Mukesh Tiwari como Shakti.
- Pankaj Tripathi como Anwar.
- Nawab Shah como Raghav.

## Producción
En enero de 2015,el cineasta Shetty anunció un proyecto con Shah Rukh Khan a la cabeza. Shetty declaró que empezaría a filmar en marzo del 2015. Shetty firmó contrato con la actriz Kajol como pareja de Shah Rukh Khan en la película. Él también contrató al actor Varun Dhawan, quien viene a ser el hermano de Shah Rukh Khan mientras la actriz Kriti Sanon firmaba lo contrario.
La fotografía principal empezó el 20 de marzo de 2015 con Dhawan. La cinta se estrenó en Perú el 14 de enero de 2016.

### Rodaje
La fotografía principal comenzó el 20 de marzo de 2015 con Dhawan en Goa. Khan y Kajol se unieron por primera vez al equipo para filmar en Bulgaria a partir de junio de 2015. Más tarde ese mes, se filmó la primera canción de la película en Dhawan y Kriti Sanon, en Bulgaria. El cronograma allí terminó a fines de julio. En agosto de 2015, se filmó en Islandia una canción romántica con la pareja principal. Luego, todo el equipo se fue a Hyderabad a principios de septiembre para filmar lo que se promocionaba como el programa final de filmación. Sin embargo, el trabajo en Hyderabad se completó a fines de octubre y la filmación llegó a su fin oficialmente con un breve cronograma en Goa, el mismo lugar donde se inició. En diciembre, después de que comenzaran las promociones, se filmó otra canción a toda prisa. Presentaba a los cuatro actores principales y tenía que interpretarse simultáneamente con los créditos finales.

## Banda sonora
Por Arijit Singh y Antara Mitra
- Gerua
- Manma Emotion Jaage
- Janam Janam
- Premika
- Daayre
- Tukur Tukur